# Kuršumli An
Kuršumli An (in macedone Куршумли ан?; in albanese hani i Kurshumlis; in turco Kurşunlu han) è un caravanserraglio ottomano situato nel centro storico di Skopje. Si trova nell'area del Museo della Macedonia. Serviva da locanda e da prigione.
Kuršumli An fu costruito nel XV o XVI secolo. C'erano stalle per 100 cavalli.
Le pareti formano un quadrato ma il tetto è costituito da cupole a forma di piramide. Le cupole erano originariamente ricoperte di piombo, ed è per tale motivo che il serai è chiamato "Bazaar di piombo". I locali del piano terra erano adibiti a magazzino mentre il piano superiore serviva da zona notte. L'edificio disponeva anche di ambienti per il bestiame.